# Heterolocha cinerea
Heterolocha cinerea är en fjärilsart som beskrevs av W. Warren 1896. Heterolocha cinerea ingår i släktet Heterolocha och familjen mätare. Inga underarter finns listade i Catalogue of Life.